# Адибеков, Артём Валерьевич
Адибеков Артём Валерьевич (род. 14 октября 1964, Москва) — советский и российский художник-живописец. Генеральный директор издательства «Марка» (с 2005 года). Заслуженный деятель искусств Республики Ингушетия (2017), член Московского отделения Союза художников России (2015), международной ассоциации изобразительных искусств — АИАП ЮНЕСКО (2016), Совета по культуре при Федеральной службе войск национальной гвардии РФ (2018). Член-корреспондент Российской академии художеств (Отделение живописи, с 2020). Заслуженный работник культуры РФ (2021).

## Биография
Изобразительным искусством начал заниматься в 1979 году. По 1983 год обучался в студии художника, члена Московского Союза художников А. Е. Сухинина. В 2002 году прошёл обучение при Московской технологической академии по курсу «Дизайн». С 2008 года — член Творческого союза художников России, а с 2016 года — член Союза художников России.
В 1989 году закончил Высшую комсомольскую школу при ЦК ВЛКСМ.
С 2005 года — руководитель издательства «Марка», выпускающего государственные знаки почтовой оплаты, где при издательстве организована открытая школа-студия живописи.
С 2012 года — президент Всемирной ассоциации развития филателии Всемирного почтового союза, с 2017 года — руководитель и постоянный участник выставочного проекта «Искусство марки».
Живёт и работает в Москве.

## Творческая деятельность
Основные работы:
- «Вечер на Петровке», 2017, холст, масло, 80×100 см;
- «Абрамцево», 2018, холст, масло, 80×80 см;
- «Калязин. Дождь», 2018, холст, масло, 60×90 см;
- «Летний дождь», 2019, холст, масло, 90×70 см;
- «Медвежья гора», 2017, холст, масло, 60×90 см;
- «Прясла», 1992, холст, масло, 60×80 см;
- «Сараи», 2015, холст, масло, 60×80 см;
- «Большая вода», 2020, холст, масло, 90×110 см;
- «Первый лёд», 2016, холст, масло см;
- «Половодье», 2018, холст, масло, 60×80 см.

Произведения находятся в следующих учреждениях:
- Государственном историко-архитектурном и художественном музее-заповеднике «Александровская слобода» (картина «Александровская слобода», 2019, холст, масло, 81×81 см);
- Государственном музее-усадьбе «Архангельское» (картина «Сирень. Архангельское», 2019, холст, масло, 50×80 см);
- Музее истории города Ярославля (картина «Вырубки», 2018, холст, масло, 60×90 см);
- Рыбинском государственном историко-архитектурном и художественном музее-заповеднике (картина «Иван-чай», 2020, холст, масло, 60×80 см);
- Государственном мемориальном и природном заповеднике «Музей-усадьба Л. Н. Толстого „Ясная Поляна“» (картина «Ясная Поляна», 2020, холст, масло, 60×90 см).

Постоянный участник выставок с 2019 года, работы выставлялись на выставках:
- «Малые города России» в Российском историческом обществе (2019);
- «ВДНХ 80 лет» в Доме культуры ВДНХ (2019);
- «Новая Москва» в Выставочном зале Московского отделения Союза художников России (2019);
- «Романтика ВДНХ» в Парламентской библиотеке Московской государственной Думы (2019);
- «Рождество на Беговой» в Выставочном зале Московского отделения Союза художников России (2019);
- персональная выставка в Культурно-досуговом центре «Акулово» (Пушкинский район Московской области, 2021);
- «Красота родной земли» в МБУ «Культурный центр „Дом Озерова“» (Коломна, 2021)[2].

## Награды и премии
- Почётная грамота Президента Российской Федерации (13 апреля 2012) — за заслуги в развитии отечественной культуры, телерадиовещания, печати, образования и многолетнюю плодотворную работу
- Медаль ордена «За заслуги перед Отечеством» II степени (2015)
- Медаль Министерства обороны Российской Федерации «Художник Греков» (2016)
- Золотая медаль ВТОО «Союз художников России» «Духовность, традиции, мастерство» (2017)
- Благодарность Министра связи и массовых коммуникаций Российской Федерации (2017)
- Благодарность Министра культуры Российской Федерации (2018)
- Медаль МО ВТОО «Союз художников России» «За развитие традиций» (2018)
- Малая серебряная медаль Русского географического общества (2020)
- Почётный знак Республики Карелия «За вклад в развитие Республики» (2021)
- Заслуженный работник культуры Российской Федерации (2021)